# Massacre de Yelewata
La Massacre de Yelewata, a l'Estat de Benue de Nigèria, va ser un atac organitzat d'homes armats, pastors fulani, que es va produir el divendres 13 de juny, des de les 23 hores i durant tres hores fins a la matinada, contra cristians desplaçats que estaven en allotjaments temporals. Diverses fonts apunten que hi ha almenys 200 víctimes mortals. Aquest atac forma part d'un conjunt d'atacs dels fulani per ampliar les seves terres a costa dels cristians de la zona.
Un primer grup de fulani va arribar des de la part occidental de la població per entretenir a la policia i un grup de joves, mentre per la part oriental un altre grup d'homes armats van començar a disparar, van abocar gasolina a les parades del mercat i les van cremar. A prop de l'església de Sant Josep dormien 700 desplaçats cristians i a la zona del mercat 500 més. Segons el líder comunitari del municipi van ser cremades i assassinades més de 200 persones, entre les quals dones i nens. L'atac es va planificar almenys durant una setmana, perquè al líder de la comunitat li van arribar alguns informes que així ho indicaven.  Segons el president de l'associació de pagesos de la zona, l'atac va ser a les dues de la matinada, quan tothom dormia; i les persones atacades eren persones desplaçades de l'estat de Nasarawa. El responsable de la comissió per la pau del bisbat de Makurdi va lamentar que havia intentat repetidament dialogar amb els fulani, d'ideologia islamista, sense èxit.
Amnistia internacional va condemnar aquest atac que va provocar "almenys 100 víctimes". El Papa Lleó XIV va lamentar els fets i va demanar pregàries per les comunitats cristianes rurals de Benue.